# FAX Futsal
FAX Futsal – gwadelupski klub futsalowy z siedzibą w mieście Les Abymes, obecnie występuje w najwyższej klasie Gwadelupy.

## Sukcesy
- Mistrzostwo Gwadelupy: 2016, 2018[1]